# Miss Li
Лі́нда Ка́рлссон, швед. Linda Carlsson; нар. 6 липня 1982, Буленґе), відома як Miss Li — шведська співачка, авторка пісень, музикантка та музична продюсерка. Мешкає в Стокгольмі. 

## Дискографія
- 2006 — Late Night Heartbroken Blues;
- 2007 — God Put a Rainbow in the Sky;
- 2007 — Songs of a Rag Doll;
- 2007 — Best of 061122‒071122;
- 2009 — Dancing the Whole Way Home;
- 2011 — Beats & Bruises.